# Oluf Chrysostomus
Oluf Chrysostomus (Chrysostomus er en latinsk form af det græske Χρυσóστομος som betyder "Gyldenmund"), født ca. 1500 i Hjørring, hvorfor han undertiden kalder sig Hæryngianus (latin for hjørringenseren) var en dansk biskop.
Han har formentlig studeret i udlandet, dog uvist hvor. 1527 var han læsemester ved Københavns Universitet, og i 1529 kaldtes han til læsemester ved den samme år oprettede evangeliske præsteskole i Malmø, hvor han tillige blev rektor. Året efter deltog han i de religionsforhandlinger, der blev holdt i København samtidig med herredagen. 1537 blev han sognepræst ved Vor Frue Kirke i København, og samtidig eller måske lidt senere professor i retorik ved Københavns Universitet. 1537-40 var han desuden universitetets rentemester – hvilket svarer nogenlunde til en moderne økonomichef. 1539 blev han læsemester i teologi, 1542-43 var han universitetets rektor, og 24. november 1544 kreeredes han til Doctor theologiæ (se Doktorgrad). 1548 kaldtes han til superintendent (sådan hed de første efterreformatoriske biskopper) i Vendelbo stift. På sine rejser i stiftet førte han en liste over de lokale præsters bøger (Opellæ in usum parochiarum editæ).
Han startede latinskole i Hjørring og Thisted i 1549. 
Han døde 8. september 1553. Der er en mindesten i Sct. Knuds Kilde i Hjørring.
Han ægtede Mette, der senere ægtede sognepræst i Dronninglund Mads Ibsen Finger (død 1571).

## Værker
- Lamentatio ecclesie versibus exposita. Malmogiæ 1529.
- Lamentatio ecclesiæ. Kirkens klagemål foredraget i Vor Frue Kirke i København 3. pinsedag 1529. På ny udgivet ved H.F. Rørdam. Kbh. 1886.
- I Frans Vormordsen, Apologia adversus Lundenses canonicos Malmø 1533: Ad libellum apologeticum in publicum exiturum carmen Phaleucium og i Peder Laurensen Expostulatio ad canonicos Lundenses Malmø 1533: Carmen ad lectorem
- Han oversatte til latin og forøgede Geenswar, som Dannemarcks riigis christelige Predicanther kortelig gaffve paa the xxvij Klagemaale, ther prelaterne oc theres clerckerii førde offver thennum. Viborg 1530 – Oversættelsen er trykt i M. Wøldike: Apologia concionatorum evangelicorum, nunc Danice et Latine edita Hafniæ 1739-49.
- I Danske Magazin 3. R. I p.68-87 er trykt hans universitetsregskaber 1537-39 og 1539-40 ved L. Engelstoft. Regnskabet for 1537-38 tidligere trykt i Selmer, Akademiske Tidender 1834 p.282-93.
- I Kirkehistoriske Samlinger 3. R. I p.177-212 har D.H. Wulff efter et håndskrift meddelt hans fortegnelse over præsternes bogsamlinger i Vendelbo stift. I denne optegnelse p.185 o. fl. st. omtales et ellers ukendt skrift af ham: Opellæ in usum parochiarum editæ, jf. p.168.
- Han havde andel i og var muligvis den egentlige forfatter til de københavnske teologers skrift: Epistola ad canonicos Roskildenses trykt i Dänische Bibl. VII p.123-29; jf, Rørdam, Københavns Universitets Historie I p.160-1. Desuden havde han en væsentlig andel i redaktionen af Ordinatio ecclesiastica regnorum Daniæ et Norvegiæ et ducatuum Slesvicensis Holsatiæ Hafniæ 1537, jf. Kirkehistoriske Samlinger IV p.36, 206-7.